# Amtsgericht Waldbröl
Waldbröl ist Sitz des Amtsgerichts Waldbröl, das für die Gemeinden Morsbach, Nümbrecht, Reichshof und Waldbröl im südlichen Oberbergischen Kreis sowie für die Gemeinde Windeck im rechtsrheinischen Teil des Rhein-Sieg-Kreises zuständig ist. In dem 413 km² großen Gerichtsbezirk leben rund 89.000 Menschen.

## Übergeordnete Gerichte
Das dem Amtsgericht Waldbröl übergeordnete Landgericht ist das Landgericht Bonn, das wiederum dem Oberlandesgericht Köln untersteht.

## Geschichte
Mit der Neuordnung der Gerichtsorganisation im Großherzogtum Berg wurde Ende 1811 das Friedensgericht Waldbröl als Gericht erster Instanz eingerichtet. Es war dem Tribunal erster Instanz Dillenburg nachgeordnet. Preußen übernahm 1814 die bergischen Gerichte. Die bisherigen Friedensgerichte blieben bestehen, die Tribunale 1. Instanz wurden in Kreisgerichte umbenannt. Das Friedensgericht Waldbröl war nun dem Kreisgericht Mülheim am Rhein zugeordnet. 1820 wurde die Gerichtsorganisation geändert. Die Kreisgerichte wurden nun zu Landgerichten. Das Friedensgericht Waldbröl wurde dem Landgericht Köln und ab 1850 dem Landgericht Bonn nachgeordnet. Im Rahmen der Reichsjustizgesetze erfolgte 1879 die Umwandlung in das Amtsgericht Waldbröl.